# Canton d'Orcières
Le canton d'Orcières est une ancienne division administrative française située dans le département des Hautes-Alpes et la région Provence-Alpes-Côte d'Azur.

## Géographie
Ce canton était organisé autour d'Orcières dans l'arrondissement de Gap. Son altitude variait de 1 077 m (Saint-Jean-Saint-Nicolas) à 3 439 m (Champoléon) pour une altitude moyenne de 1 314 m.

## Histoire
À la suite d'un décret du 20 février 2014, le canton a fusionné avec celui de Saint-Bonnet-en-Champsaur, fin mars 2015, pour les élections départementales de 2015.

## Représentation

### Conseillers généraux de 1833 à 2015
| Période      | Période      | Identité                                        | Étiquette                            | Qualité |
| ------------ | ------------ | ----------------------------------------------- | ------------------------------------ | --- |
| 1833         | 1842         | Jean Alexandre Aubert Marchand (1784-1851)      |                                      | Notaire royal, maire d'Orcières                                                                                      |
| 1842         | 1848         | Napoléon Virgile Baille (1808-1860)             |                                      | Juge de paix à Orcières Propriétaire à Saint-Jean-Saint-Nicolas                                                      |
| 1848         | 1851 (décès) | Jean Alexandre Aubert Marchand                  |                                      | Notaire, maire d'Orcières                                                                                            |
| 1851         | 1852         | Marius Jullien                                  |                                      | Huissier |
| 1852         | 1861         | Auguste Escalle                                 |                                      | Notaire à Gap |
| 1861         | 1871         | Pierre Baille (frère de N.V.Baille) (1818-1893) |                                      | Propriétaire du château du Rival à Saint-Jean-Saint-Nicolas                                                          |
| 1871         | 1872 (décès) | Jules Nicolas                                   |                                      | Notaire à Saint-Jean-Saint-Nicolas                                                                                   |
| 17 mars 1872 | 1876 (décès) | Ernest Cézanne                                  | Conservateur Libéral (Centre gauche) | Ingénieur Député (1871-1876)                                                                                         |
| 1876         | 1893 (décès) | Jules Nicolas                                   | Gauche                               | Notaire à Saint-Jean-Saint-Nicolas puis Juge de paix à Gap                                                           |
| 1893         | 1896         | Jules Gueydan                                   | Républicain                          | Agriculteur à Orcières                                                                                               |
| 1896         | 1898         | Ferdinand Jouglard                              |                                      | Notaire à Gap |
| 1898         | 1904         | Léon Marchand                                   | Républicain                          | Notaire à Orcières                                                                                                   |
| 1904         | 1928         | Jules Gueydan (1867-1934)                       | Républicain                          | Maire d'Orcières |
| 1928         | 1934         | Julien Fauste                                   | Rad.                                 | Négociant, hôtelier Conseiller municipal d'Orcières                                                                  |
| 1934         | 1940         | Jean Reynier                                    | Union nationale                      | Maire de Saint-Jean-Saint-Nicolas Nommé conseiller départemental en 1942                                             |
|              |              |                                                 |                                      | |
| 1945         | 1951         | Auguste Fauste                                  | PCF                                  | Hôtelier à Orcières                                                                                                  |
| 1951         | 1964         | Jean Ariey                                      | DVG puis UNR                         | Cultivateur, maire de Saint-Léger-les-Mélèzes Suppléant du député Robert Garraud (1958-1962)                         |
| 1964         | 2001         | Jean-Paul Reynier                               | DVG puis MRG puis PS                 | Commerçant Maire de Saint-Jean-Saint-Nicolas                                                                         |
| 2001         | 2015         | Patrick Ricou                                   | DVD puis UMP                         | Comptable Maire d'Orcières Vice-Président du Conseil Général Elu en 2015 dans le Canton de Saint-Bonnet-en-Champsaur |

### Conseillers d'arrondissement (de 1833 à 1940)
| Période                                  | Période          | Identité                     | Étiquette                | Qualité |
| ---------------------------------------- | ---------------- | ---------------------------- | ------------------------ | --- |
| 1833                                     | 1833 (démission) | Jean Honoré Cézanne          |                          | Avoué, adjoint au maire d'Embrun Élu également dans le canton d'Embrun                                      |
| 1833                                     | 1839             | Joseph Alexandre Jacquier    |                          | Notaire à Embrun                                                                                            |
| 1839                                     | 1845             | Achille Fourrat (1801-1868)  |                          | Juge de paix à Embrun                                                                                       |
| 1845                                     | 1848             | Augustin Nicolas (1807-1860) |                          | Notaire à Saint-Jean-Saint-Nicolas                                                                          |
|                                          |                  |                              |                          | |
| av.1890                                  |                  | Auguste Jullien              |                          | Adjoint au maire d'Orcières                                                                                 |
|                                          |                  |                              |                          | |
| 1907                                     |                  | M. Giraud                    | Républicain progressiste | |
|                                          |                  |                              |                          | |
| 1937                                     | 1940             | Jean Sarrazin                | PDP                      | Conseiller municipal d'Orcières                                                                             |
| 1940                                     |                  |                              |                          | Les conseils d'arrondissement ont été suspendus par la loi du 12 octobre 1940 et n'ont jamais été réactivés |
| Les données manquantes sont à compléter. |                  |                              |                          | |

## Composition
Le canton d'Orcières regroupait trois communes :
| Nom                      | Code Insee | Intercommunalité         | Superficie (km2) | Population (dernière pop. légale) | Densité (hab./km2) |
| ------------------------ | ---------- | ------------------------ | ---------------- | --------------------------------- | ------------------ |
| Orcières (chef-lieu)     | 05096      | CC Champsaur-Valgaudemar | 98,27            | 701 (2014)                        | 7,1                |
| Champoléon               | 05032      | CC Champsaur-Valgaudemar | 98,54            | 144 (2014)                        | 1,5                |
| Saint-Jean-Saint-Nicolas | 05145      | CC Champsaur-Valgaudemar | 37,17            | 990 (2014)                        | 27                 |

## Démographie
| 1962  | 1968  | 1975  | 1982  | 1990  | 1999  | 2006  | 2011  | 2012  |
| ----- | ----- | ----- | ----- | ----- | ----- | ----- | ----- | ----- |
| 1 425 | 1 564 | 1 711 | 1 829 | 1 808 | 1 704 | 1 756 | 1 858 | 1 853 |